# 次元界 (ダンジョンズ&ドラゴンズ)
次元界（じげんかい、plane、プレイン）は、ダンジョンズ&ドラゴンズ・ロールプレイングゲームにおいて、ゲーム内においてキャラクターが行動する舞台であり、多元宇宙の構成要素である。存在の次元界(plane of existence)と呼ばれることもある(p6)。
『ダンジョンズ&ドラゴンズ』の最初期の版において、内方次元界、エーテル界、物質界、アストラル界、外方次元界の概念が導入された。その時点では内方次元界の総数は4つのみ、外方次元界の総数は定められていなかった。これは後に「大いなる転輪宇宙観」に発展した。第4版は別の、ただ6つの主要次元界を持つ非常に単純化された宇宙観―「世界軸型宇宙観」―を使用する。
さらに、幾つかの『ダンジョンズ&ドラゴンズ』のキャンペーン設定は、各々がこの項目で論じる「標準宇宙観」とは非常に異なる宇宙観を有している。例えば、「エベロン」キャンペーン設定は17の次元界のみを有し、そしてその大部分はエベロン特有のものである。

## 大いなる転輪宇宙観

第5版の『プレイヤーズハンドブック』に記載されている「大いなる転輪」の次元界模式図

この標準的な次元界の構造が初めて提示されたのは1978年7月の『ザ・ドラゴン』誌8号においてであった。これは1978年に出版されたAD&D第1版のプレイヤーズ・ハンドブック において再び提示され、1987年に出版された最初の『マニュアル・オブ・ザ・プレインズ』で更に詳細に解説された。これはAD&DとD&D第3版、第3.5版において根本をなす宇宙観であった。
多くの外方次元界が、『アドバンスト・ダンジョンズ&ドラゴンズ』第2版用の1994年に出版された「プレーンスケープ」キャンペーン設定で名称を変更された。2001年に出版された第3版の『マニュアル・オブ・ザ・プレインズ』において、新旧の名称は統合され、影の擬似次元界は影界に昇格し、主要物質界の名称は物質界に短縮され、各物質界は各々独自のエーテル界に接続しているものと設定された。
この宇宙観は通常、次元界と中継界が交互に配置された一連の同心円として表現される。内側から、内方次元界、エーテル界、物質界、アストラル界、外方次元界、彼方の領域の順に並べられる。影界と時の次元界が存在する場合、他の次元界からは独立しており、通常は物質界に接続しているものとされる。擬似次元界は通常はエーテル界に接続しているが、いかなる次元界に接続させることも可能である。擬似次元界以外のすべての次元界の広さは無限大である。

### 内方次元界
多元宇宙の材料となる四大元素とエネルギーを他の世界に供給する世界。これらは元素界とエネルギー界に分類される。
第5版においては後述の世界軸型宇宙観も一部反映され、元素界は「元素の渾沌」の中に浮かんでいるものとされ、
また正と負のエネルギー界は内方次元界の中には存在せず、諸次元界をドーム状に覆う「正の次元界」「負の次元界」に移行している。

### 物質界
物質界は、外方次元界の哲学的な力と内方次元界の物理的な力の間の均衡がとれた世界であり、ファンタジーRPGキャンペーンが行われる場となる標準的な世界である。主要物質界にはより一層「標準」の世界が存在し、その多くは地球に似ている。第2版の『ダンジョン・マスターズ・ガイド』では幾つかの主要物質界が存在すると言及されているが、他の幾つかの第2版出版物には主要物質界はただ1つだけ存在すると述べられている。
「スペルジャマー」キャンペーン設定で導入された燃素は物質界の一部である。これはスペルジャマーの船舶で通過できる、様々な主要物質太陽系が浮かぶクリスタル・スフィアーに存在する、非常に燃えやすいガス状媒体である。

### 外方次元界
神々が住まい、死者の霊が報酬や罰を受ける霊界。
属性に基づいた諸次元界。諸神格、死せる魂、セレスチャルやフィーンドなどの来訪者、純粋な哲学と信念の故郷である。

### 中継界
中継界は他の次元界同士を接続し、一般に固体物質や固有の生命はほとんど存在しない。

#### アストラル界
アストラル界は思考、記憶、精神エネルギーの次元界である。ここは神格が死ぬか忘れ去られるか（たいていはその両方）した時に行き着く所である。ここはごく稀に固体物質の欠片が浮遊するだけの不毛な場所である。アストラル界には時間の経過が存在しないという点でユニークである。物質界で新たに死んだ者の魂は、あの世または外方次元界にゆく過程でここを通過する。
アストラル界の最も一般的な特徴は、アストラル形態の旅人から伸びるシルヴァー・コードである。このコードは、それがどれほど遠方であっても旅人の肉体のある場所まで伸びており、次元界からの旅人が道に迷うことを防ぐ命綱となる。
「神の島」は、アストラル界に浮遊する石化した死せる神格の巨大な遺体であり、ギスヤンキや他のクリーチャーがしばしばそこで鉱物を得るために採鉱し、その石質の表面に居住地を築くための場とする。ギスヤンキの首都であるトゥナラスは、「虚ろのもの」としてだけ知られている死せる神格の遺体の上に築かれている。神の島はしばしば、その神格が生きていた時に起こった物事に関する奇妙な夢を見せることを含む、独特な効果を近傍に発生させる。神の島はまた、アストラル界の中で唯一の、正常な重力と時間の流れを有する場所である。
『バルダーズ・ゲート2 シャドウ オブ アムン』の一部は、アストラル界が舞台となっている。
『アーケイン』誌においてトレントン・ウェブは、『ア・ガイド・トゥ・ジ・アストラル・プレイン』は、「これまで次元界間高速道路に過ぎなかったものに生命を吹き込んでいる。本質的に無限大の広さを有し、“固体の場所”や固有の種族が非常に稀な存在であるアストラル界は、本来は味気ない場所のはずだ。それにもかかわらず、巧みな想像力に富んだ作風と巧妙な論理により、ガイドはこの死界を驚くほど異なる“世界”に変えている」と論評している。彼はまた、「アストラル界の受け入れられている“物理特性”を拡張し、古典的な『プレーンスケープ』の考え方を適用することにより、シルバーボイドが強固でわかりやすいものになっている」と付け加えた。

#### エーテル界
エーテルはしばしば海に例えられるが、そこにあるのは水ではなく、無限の可能性である。ここは2つの要素から構成される。内方次元界と物質界に接続している「境界エーテル」界と、多くの潜在的な擬似次元界や原始魔法領域の孵卵器の役割を果たす「深エーテル」界である。旅人は境界エーテル界から接続している次元界を不明瞭な白黒の状態で見ることができる。しかしながら各次元界はそれぞれ専用の境界エーテル界にのみ接続しており、これは次元間の旅にはいったん深エーテル界に入り、そこから目的の次元界に接続している境界エーテル界に入る必要があることを意味する。レイブンロフトキャンペーン設定が収容されているような多くの擬似次元界は、深エーテル界で見いだすことができる。たいていの擬似次元界がここで産み出され、その多くは次第に弱まり無に帰してゆく。固体の物体が存在することのできるアストラル界と異なり、（非常に稀だが）エーテル界に入ったものは何でも全てエーテルになる。ここにはエーテル嵐と呼ばれる現象が存在し、エーテル界とアストラル界を接続している。
第3版においては、各物質界は各々固有のエーテル界とのみ併存している。これら個別のエーテル界を接続するための深エーテル界の使用は選択ルールとなった。

#### 影界
『ダンジョンズ＆ドラゴンズ』標準宇宙観の下に存在する架空の存在の次元界で、物質界に隣接し、併存もしている薄暗い空間である。エーテル界と同様に物質界と併存しているため、次元界間の旅人は影界を利用して、長距離を素速く移動することができる。影界は、別の物質界にも隣接している。適切な呪文があれば、キャラクターは影界を利用して、別の背景世界を訪れることができる。それは魔法によって形を変え、一部は継続的に別の物質界に流れている。その結果、ランドマークが存在するにもかかわらず、この次元界の正確な地図を作成することはほぼ不可能である。
第5版においては後述の世界軸型宇宙観も一部反映され、影界は「シャドウフェル」とも呼ばれており、また中継界から「物質界の谺」「平行次元界」に移行している。

##### 出版履歴
『AD&D』第1版では、影界はエーテル界の中で最大の擬似次元界であった。

##### 居住者
- ダスク・ビースト、イカリプス、アンブラル・バニアンなどのエフェメラは、第3版の『マニュアル・オブ・ザ・プレインズ』（2001年）に登場した[7][1]:165。
  - ダスク・ビースト：暗い影で構成された、人間サイズの頭が2つあるリザード。
  - イカリプス：大きな群をなして影界を疾走する馬のようなクリーチャー。
  - アンブラル・バニアン： 危険な森の多くの中心部にある暗い木々。

#### 鏡の次元界
鏡の次元界は、第3版の『マニュアル・オブ・ザ・プレインズ』において、選択ルールの中で中継界の1つとして導入された。これらは多元宇宙全体の他のあらゆる次元界に位置し得る、複数の鏡の集合を接続する小さな次元界である。鏡の次元界は長い曲がりくねった廊下の形をしており、壁に沿って幾つもの鏡が窓のように掲げられている。鏡の次元界が連結した種々の鏡の間の移動は、それによって迅速に行うことができるが、鏡の次元界に進入した者は誰でも、鏡の次元界内にその者の複製された鏡像が形成される。この鏡像は属性が正反対になる以外は本物と同じ能力を持ち、自分が取って代わるために本物を殺そうとするであろう。あらゆる次元界に存在する全ての鏡は鏡の次元界に接続しているが、1つの鏡の次元界に接続している鏡は5～20だけである。

### 擬似次元界
擬似次元界は小さな次元界であり、その大部分は人工的に創造されたものである。擬似次元界は通常は半神や極めて強力なウィザードやサイオン（超能力者）によって作り出される。擬似次元界が自然に発生するのは珍しい。自然に発生した擬似次元界はたいてい、親次元界から何らかの理由で分離された断片である。擬似次元界は多くの場合、物質界に似せて創造されるが、少数―主として非人間種族によって作成されたもの―は非常に異質である。9レベルの秘術呪文またはサイオニック・パワーであるジェネシスは、プレイヤーが擬似次元界を創造することが可能な、数少ない出版済みの手段である。
最も著名な擬似次元界はレイブンロフトキャンペーン設定の、「恐怖の擬似次元界」である。

#### ネス
命ある次元界ネスは、有限の大きさと限りない好奇心を持つ、知性ある生きた次元界である。多元宇宙からネスへのただ1つの進入手段は、アストラル界に1つだけ存在する金属質の桃色をしたプールを通過することである。アストラル界からこのプールを詳しく調べた者は、その表面に巨大な目が一瞬浮かび、速やかに消えることに気付くかもしれない。
ネスは時おり訪問者を密封保存することを選択する場合がある。2つの膜の壁が合わさって対象者を捕らえ、密封してしまうことができる。ネスはその中を保存液、もしくは吸収液で満たす。保存液は対象者を仮死状態にしてしまうが、もし対象者が保存液から出されるなら蘇生させることが可能である。使用されたのが吸収液の場合、対象者は溶解してネスに吸収され、その記憶はネスのものとなる。

##### 特性
ネスは大陸サイズの生きた膜組織である。それは折り畳まれており、半径およそ25マイルの巨大なくしゃくしゃに丸められた紙の球に似ている。膜の折り目の間の空間は、両手をいっぱいに広げた幅から都市より大きな場合まであり得る。この空間は空気の飽和した液体で満たされており、訪問者はその中で呼吸することができる。もしこの次元界の膜組織が平らに広げられたなら、直径はおよそ500マイルで、平均の厚みはおよそ30フィートとなるであろう。
空気呼吸や水中呼吸する訪問者は、ネスの液体中で両者とも正常に呼吸したり会話することができる。訪問者がネスに気付かれずに泳ぎ回ったなら、都市の街区よりも大きな芽状器官、膜質の嚢の中にいる何か、容赦なく自分の任務を果たすネスにとっての抗体である人型の肉の塊などを目撃するであろう。命ある擬似次元界の全ての部分が、柔らかな桃色の光を放っている。ネスは液体を流動させ、訪問者を望む所―通常は質問をするために多貌の壁―まで押し流すことができる。
ネスにおける重力の強さは物質界と同じである。しかしながら、ネスは重力の向きを思うままに変えることができる。ネスでの時間の流れは通常通りである。ネスは内部の膜組織を思うままに動かし、液体で満たされた空間を作り出したり破壊したりすることができる。

##### 住人
ネスに現住する唯一の生命はこの次元界自身である。ネスは「ネスの仔ら」と呼ばれる人型の組織を、ときおり特定の短期の目的に使役するために作りだし、目的を達するとそれらを再吸収してしまう。
ネスの仔らは通常、フレッシュゴーレムと同等であり、人型の肉塊に見える。それらは自由に動けるが、ネスの仔らはネスに前もって組み込まれた意志に従って刺激に反応する。時おり、ネスは仔らを訪問者を除去する目的で作り出すが、それよりも他の次元界に送り出して探検させ、獲得した知識を得るために帰還した彼らを吸収することの方が非常に多い。

##### 配置
ネスにおいて、アストラル界へのポータルは直径20フィートの口のような空洞として存在するが、ネスはこれを意のままに開いたり閉じたりすることができる。
ネスの中央部には、全ての膜の折り目が集中する少なくとも直径1マイルに及ぶ、分厚い節瘤がある。これがネスの脳の役割を果たす。膜の他の部分も特定の役割を果たし、連絡のために容易に変形できる部分、訪問者を密封する部分、ネスの仔らを発芽させるための部分などがある。
多貌の壁は、ネスが訪問者と意思疎通するための場である。そこには以前にネスに吸収された者達に似た、数千もの頭の形の瘤がある。ネスは外の宇宙に関して更に学ぶために、それらの頭部の5、6個を同時に使用して訪問者と会話する。

### その他の次元界

#### 彼方の領域
彼方の領域は、宇宙的恐怖の跳梁する異質な次元界である。それは多くの異形や奇妙なモンスター達の故郷でもある。
彼方の領域の恐怖、狂気、奇妙な配列などの組み合わせは、アメリカの作家、H・P・ラヴクラフトの作品から大いに影響を受けている。これはブルース・コーデルが考案し、『アドバンスト・ダンジョンズ&ドラゴンズ』第2版のアドベンチャーモジュール、『ザ・ゲイツ・オブ・ファイアーストーム・ピーク』（1996年）で導入した。後にジェームズ・ジェイコブスはコーデルの作品を、「ラブクラフト的な雰囲気を持つアドベンチャー」と呼び、「ファイアーストーム・ピークの奥深くには、彼方の領域と呼ばれる正気と光を超越した油断のならない領域へのポータルがあり、この恐ろしい領域の未知ではあるが敵対的な存在が、こちら側の世界へやって来る準備している」と言及している。このアドベンチャーでは、彼方の領域からクリーチャーやエネルギーをもたらす魔法のポータルが登場した
彼方の領域は、第3版のエベロンキャンペーン設定において、ゾリアットの領域に取り入れられた。第4版では、『ダンジョンズ&ドラゴンズ』の新たな宇宙観の構造に彼方の領域が含まれていた。この版では、ウォーロックのクラスのキャラクターは力を得るために、彼方の領域から来た、あるいは彼方の領域に近い存在と契約（「星の契約」と呼ばれる）を結ぶことができる。彼方の領域の新たな設定との関連性については、様々なサプリメントで詳しく紹介されている。彼方の領域は無限の数の階層を含んでおり、これらの階層は厚さに数インチから数マイルまでの範囲があり、多くの場合、複数の階層を同時に知覚することが可能である。これらの階層は成長したり、さらなる階層を産み出したり、生きていたり、場合によっては死んだりすることもある。彼方の領域には、覚醒している世界の最も暗い心の悪夢から切り取られた、多くの強力で言葉にするのも憚られる存在の生息地であり、その存在自体が現実そのものの倒錯であり、理解し難い存在である。これらの存在は、想像を絶する力と知識を持つ全く異質な支配者によって支配されている。彼方の領域は、他の諸次元界よりも遥かに外方に位置する次元界であり、標準宇宙観には含まれていないことが多い。多くの宇宙観では、それは文字通り定命の者達が理解しているように現実の外側にあるため、単に「外の世界」と呼ばれることがある。
第4版では、特異な次元界である彼方の領域は、奇妙かつ狂気に満ちている。彼方の領域に固有の、あるいはそれに関係するクリーチャーは、異形の起源を有している。遠方の星々は、彼方の領域の接近によって狂気に駆られ、スター・スポーンと呼ばれる忌まわしいものをもたらされた。彼方の領域はまた、アンダーダークの様々な場所で現実に浸食し、アボレスやマインドフレイヤー帝国の台頭の原因となっている。彼方の領域によって汚染された普通の人型生物はファウルスポーンと呼ばれている。彼方の領域は本来、アストラル海の最上部にあるリビングゲートと呼ばれる建造物によって現実から封印されていた。リビングゲートは、神々とプライモーディアルとの暁戦争の間に覚醒して開かれ、同じ戦争で破壊されたため、彼方の領域が『D&D』の宇宙に侵入することができるようになった。サイオニクスは、肉体が感染症と戦うための抗体を作るのと同様に、彼方の領域と戦うための手段として生じたと考えられている。彼方の領域に棲息するものどもの多くは、あまりにも広大で混乱しているため、自分達の領域への訪問者に気付くことすらできない。他のものどもは定命者に関心を持ち、領域間の境界を通じて彼らと接触を持ち、エイリアニストと呼ばれる呪文使いを後援する。ジバリング、ジバリング・マウザー、イリシッド（マインドフレイヤー）、カオルティ、ユヴューダウム、グレル、ウィスト、ファウルスポーンなどの異形のクリーチャーは彼方の領域を起源にしている。

#### 時の次元界
時の次元界は、1995年出版のサプリメントである『クロノマンサー』において、「テンポラル・プライム」として知られる。この次元界では物理的な移動がタイムトラベルをもたらす。
第3版製品では、テンポラル・プライムのいくつかの特徴が取り入れられ、『マニュアル・オブ・ザ・プレインズ』で言及された「時のエネルギー界」となった。ドラゴン誌 353号では、第1版から様々な形で記述された「時の擬似次元界」とも関連付けられた。

## ポータル、導管、ゲート
ポータル、導管、ゲートは全て、ある場所から他の場所に導く穴である。一部は同じ次元界に導くものであるが、それ以外のものは完全に別の次元界に導く。3つの用語はしばしば互換的に使用されるが、厳密には顕著な相違がある。ポータルは穴の手前にそれと分かる境界（通常は扉やアーチ）がある。穴が破壊されるとポータルも破壊される。ポータルはまた、開くためにポータル・キーが必要である。キーは通常は物理的な物体であるが、何らかの行動や、状況、状態でもあり得る。自然発生するポータルは、しばしば無作為な時に発生するであろう（「プレーンスケープ」キャンペーン設定の「扉の都」シギルではありふれた事象である）。一部のポータルは短時間だけ存在して消滅するか、別の場所に移動してしまう。導管は同じく自然に発生するが、それらは次元間における渦巻きや竜巻に相当する自然現象である。導管はアストラル界とエーテル界でのみ発生することが知られている。色彩のプールとして知られる種類の導管は、アストラル界から外方次元界への一般的な通路である。渦動は主要物質界と内方次元界とのつながりであり、何らかの元素が極度に集中した地域で発生することがある（例えば、火山の中心部には火の元素界への渦動が存在するかもしれない）。ゲートは物理的な境界のない入り口である。ゲートは珍しいものであり、通常は魔法の呪文や稀な次元間現象の結果として生じる。最後に、2つの次元界の地域が併存する時、次元間の滲出が発生することがある。このような現象は通常は短時間で終了するが、周辺地域に破滅的な災害をもたらす。
次元間の行路は多数の次元界や、次元界の階層に現れる特別な地形特徴である。次元間の行路に沿った移動は、次元間の移動をもたらす。これらはポータルやゲートに比べて非常に安定しており、魔法の呪文やポータル・キーを必要としないため、行路は戦術的に非常に重要である。「プレーンスケープ」キャンペーン設定で有名な次元間の行路の１つはステュクス河であり、下方次元界とアストラル界の一部を横切って流れている。もう1つはオケアノス河であり、こちらは上方次元界を横断している。

## 別解釈
ゲームの状況によっては、諸次元界の構成に関する原理は多数存在する。幾つかの国の宇宙観では、1つの主要物質界に全ての世界や惑星が含まれるのではなく、複数の主要物質界が存在すると信じられている。これらの国々では各々の主要物質界をエーテル界が取り巻いていると信じられている。

## 隣接と併存
次元界は境を接する（隣接する）あるいは併存する可能性がある。特に、エーテル界と影界は物質界と常に併存している。事実上、併存している2つの次元界の空間全体が隣接しているとみなされる。そのため、『ダンジョンズ&ドラゴンズ』のゴースト―エーテルのクリーチャー―は、物質界とエーテル界の境界近くにいる時はどちらの次元界に存在するかどうかを自由に決めることができる。物質界に存在することに「決めた」場合、物質界側から行われたフォース攻撃は有効となる。

## クラシック・ダンジョンズ&ドラゴンズ
『ベーシックD&D』では、同時期の『AD&D』のものに似ているがまた別の宇宙観を使用しており、AD&Dのそれに比して規定が少なく、未調整なものであった。
『D&D』の多元宇宙は『D&Dイモータル・ルール』で拡張された。アストラル界は多元宇宙の他の部分全体に広がっており、それぞれを接続している。次元界の大きさはアト次元界（直径1/3インチ）から、標準次元界（直径0.85光年）、テラ次元界（直径8510億光年）まで変化―恒星や惑星も次元界のサイズに応じて変化する―させることができる。

## 世界軸型宇宙観
第4版はただ6つの主要次元界―それぞれが1種類のクリーチャーの起源を備える―を持つ、単純化された既定宇宙観を使用する。アストラル海、元素の渾沌、フェイワイルド、シャドウフェルが『マニュアル・オブ・ザ・プレインズ』で広範に解説されたのに対し、彼方の領域の解説は簡潔であった。元素の渾沌（「ザ・プレイン・ビロウ」）とアストラル海（「ザ・プレイン・アバブ」）に関連した補足資料集がそれぞれ2009年と2010年に出版された。エーテル界は完全に削除された。

### 根源次元界
根源次元界は2つの広大な空間であり、他の諸次元界はこれらから生まれた。「暁戦争」はこの2つの根源次元界それぞれの住人達の間で起こった紛争であった。

#### アストラル海
アストラル海は、以前の版におけるアストラル界に相当する。「アストラルの領界」―以前の版における外方次元界に相当―はアストラル海に浮遊する次元界である。大多数の神々はアストラルの領界に住まう。アストラル海自体の空間は無限大であるが、全てのアストラルの領界の空間は有限である。アストラル海の固有クリーチャー、あるいはアストラル海に関連のあるクリーチャーは、一般に「永劫」を起源に持つ。この次元界は2010年に出版された『ザ・プレイン・アバブ：シークレッツ・オブ・ジ・アストラル・シー』で解説された。
ポインツ・オブ・ライト背景設定におけるアストラルの領界
- 常若の島々アルヴァンドール：自然の領界で、その美しさと魔法の性質はフェイワイルドに似ている。神であるコアロンと（ときおり）セイハニーンが住まう。
- 光の玉座セレスティア：アストラル海の銀の霧の中を浮遊する大いなる山。神であるバハムート、モラディン、ときおりコードが住まう。
- 鉄の城チェルノガーリ：錆びた鉄の城塞、そこでは力強い戦士達が果てしなく戦い、そして戦死し続ける。神であるベインとグルームシュが住まう。
- 輝ける都ヘスタヴァール：その名の通りこの領界は輝く大都市であり、次元間商人で賑わう。神のエラティス、アイウーン、ペイロアが住まう。
- 穢されし双柱カランデュレン：デーモンに蹂躙された領界。神であるエイモスがデーモン・ロードのオルクスとデモゴルゴンによって殺されるまでは、彼の領界であった。
- 九層地獄：罪業と暴虐の地、大陸サイズの大洞窟群からなる世界。神であるアスモデウスが住まう。
- パンデモニウム：かつては神であるタリズダンの領界であった。リッチ神であるヴェクナの塔がここに隠されていると言われている。
- 白き砂漠ショーム：かつては神秘的な「創造の言葉」の領界であった。消え去った種族の遺産が残された遺跡が点在するが、その多くは様々な守護者に護られる。
- 終わりなき夜タイテリオン：大蛇と竜が潜む暗黒の荒野。神であるゼヒーアとティアマトが住まう。

#### 元素の渾沌
元素の渾沌は、以前の版の内方次元界（正のエネルギー界と負のエネルギー界を除く）に相当し、またリンボの特徴を若干含む。元素の渾沌には、それ自身それぞれが次元界である「元素の領域」が存在し、アビスはそのような領域の1つである。元素の渾沌に住まう唯一の神は、アビスの第66階層に居を構えるロルスである。元素の渾沌の空間は無限大であるが、元素の領域の空間は有限である。元素の渾沌の原住クリーチャー、あるいは元素の渾沌に関連のあるクリーチャーは、一般に「元素」を起源に持つ。この次元界は2009年に出版された『ザ・プレイン・ビロウ：シークレッツ・オブ・ザ・エレメンタル・ケイオス』で解説された。
元素の渾沌の名所
- アビス：完全な悪と腐敗の地、狂った神による宇宙全体支配の企ての成果。ロルスの本拠であるデーモンウェブ・ピッツはここに存在する。
- 黄銅城：イフリートの首都であり、次元間貿易と旅行のための主要な商業中心[24]。
- 慟哭洞
- 第九城塞
- ゼルスアドラン

### 平行次元界

#### この世界
以前の版における主要物質界あるいは物質界に相当する。この次元界に正式な名称はなく、しばしば「この世界」と呼ばれるが、第4版の『マニュアル・オブ・ザ・プレインズ』では「定命の世界」、「中つ世」、「初仕事」などのような名称も提示された。この世界の原住クリーチャーは一般に「自然」を起源に持つ。神格のアヴァンドラ、メローラ、トログらはこの世界に拠点を持つ。神であるヴェクナは宇宙全体をさまよっている（セイハニーンも同様の傾向を持つ）。

#### フェイワイルド
フェイワイルドは2つの平行次元界の内の1つであり、以前の版や背景設定における正のエネルギー界や妖精界にいくらかの主題的な関連を持ち、より一層極度に魔法的な反映を加えた世界である。固有クリーチャー、あるいはフェイワイルドに関連のあるクリーチャーは、一般に「フェイ」を起源に持つ。第4版の『マニュアル・オブ・ザ・プレインズ』によると、この次元界は「アルヴァンドール」とある種の詳細不明な関係があり、コアロンの支配力がここに及ぶと推測される。フェイワイルドの重要な場所は「妖精の料地」と呼ばれている。
フェイワイルドの名所
- 星光の都アストラザリアン
- 割れ石谷
- ケンドリアネ
- フェイダーク（フェイワイルドのアンダーダーク）
- ハロウヘイム
- 恐怖の島
- マグ・トゥレア
- ファサーンの迷宮
- 秋の都ミスレンダイン
- 暗鬱沼
- ゴブリン王国ナクトゥア
- セナリエッセ
- 消えゆく都シナイレストラ
- ヴォル・トーミル

#### シャドウフェル
シャドウフェルは冥界の一種であり、以前の版における負のエネルギー界と影界の主題に関する後継物である。レイヴン・クイーンはアストラル海からここに拠点を移した。固有のクリーチャー、あるいはシャドウフェルに関連のあるクリーチャーは、一般に「シャドウ」を起源に持つ。この次元界は2011年に出版された『ザ・シャドウフェル：グルームロート・アンド・ビヨンド』ボックスセットで解説された。
シャドウフェルの名所
- 真夜中の街グルームロート
- レイヴン・クイーンの領土レーテルナ
- 黒ランタン館
- 待ち受けし都市モイル
- 夜竜城
- 歌う石の平原
- シャドウダーク（シャドウフェルのアンダーダーク）

### 擬似次元界
擬似次元界は、より大きな次元界の一部ではない、比較的小さな次元界である。最も有名な擬似次元界は、扉の都シギルである。

### 変則的な次元界
変則的な次元界は、他の分類に当てはまらない次元界である。この種の次元界で最も有名なのは彼方の領域である。

#### 彼方の領域
変則的な次元界の1つである彼方の領域は奇妙な液体で満たされた薄い階層の重なりで構成されていると言われる、奇怪で狂気を誘う次元界である。彼方の領域への来訪者は同時に1つの階層にのみ存在することができるが、彼方の領域の多くの固有クリーチャーは同時に多数の階層に存在することが可能である。固有クリーチャーや彼方の領域に関連したクリーチャーは、一般に「異形」を起源に持つ。リビングゲートと呼ばれる、彼方の領域とつながった結晶建造物がアストラル海に建っている。ビホルダーやジバリング・ビーストのようなクリーチャーはこれらの領域の影響を非常に多く被っている。